# Make Me a Millionaire Inventor
Make Me a Millionaire Inventor (br: O Inventor Milionário) é um reality show da televisão americana, transmitido pela CNBC, e que foi considerado "uma espécie de combinação de Mythbusters-com-Shark-Tank". Os dois apresentadores, George Zaidan e Deanne Bell (ele, um químico e consultor; ela, uma engenheira mecânica), estão "em uma missão para encontrar as melhores invenções JAMAIS feitas e lhes dar uma nova vida". Cada episódio apresenta Zaidan e Bell juntando-se a dois grupos de inventores que "atingiram uma parede de tijolos", para ajudá-los a preparar suas invenções para uma apresentação a potenciais investidores que podem ajudá-los a levar o produto ao mercado.
A versão original do programa foi exibida no Reino Unido em 2013 pela Sky Vision, e os direitos sobre o programa foram vendidos para vários outros provedores em todo o mundo. Esta versão americana do programa é exibida no Brasil pelo canal pago History Channel.

## Transmissão
A versão americana estreou na CNBC em 12 de Agosto de 2015, com episódios transmitidos todas as quartas-feiras. Uma segunda temporada estreou em 6 de Outubro de 2016.